# グルルンバ族
グルルンバ族（グルルンバぞく、Gururumba）は、パプアニューギニアに住む少数民族。

## 居住地
ニューギニアの東部高地のアサロ渓谷上流、ゴロカ近くに住んでいる。アサロ渓谷は肥沃な谷である。

## 生活
サツマイモなどの根菜類、タバコ、コーヒーの栽培と養豚を生業とし、村に分かれて暮らしている。
近年、観光客相手のショーで、現金収入を得ている。